# (4544) Janto
(4544) Janto es un asteroide que forma parte de los asteroides Apolo y fue descubierto por Norman G. Thomas y Henry E. Holt el 31 de marzo de 1989 desde el observatorio del Monte Palomar, Estados Unidos.

## Designación y nombre
Janto se designó inicialmente como 1989 FB.
Posteriormente, en 1991, fue nombrado con la palabra del griego para «justo».

## Características orbitales
Janto está situado a una distancia media del Sol de 1,042 ua, pudiendo alejarse hasta 1,302 ua y acercarse hasta 0,7812 ua. Su excentricidad es 0,2501 y la inclinación orbital 14,14 grados. Emplea 388,4 días en completar una órbita alrededor del Sol.
Janto es un asteroide cercano a la Tierra.

## Características físicas
La magnitud absoluta de Janto es 17,1. Tiene 1,3 km de diámetro y emplea 37,65 horas en completar una vuelta sobre su eje.